# Nördliches Ringgebiet
Das Nördliche Ringgebiet ist ein Stadtquartier in Braunschweig im Stadtbezirk Nordstadt. Es erstreckt sich von der Oker im Westen bis zum Bülten im Osten. Im Norden grenzt es an das Siegfriedviertel und im Süden an den Östlichen Umflutgraben und das Östliche Ringgebiet. Im Nördlichen Ringgebiet liegen zwei der wichtigsten und meistbefahrenen Straßen Braunschweigs, die Hamburger Straße und der Rebenring. An der Hamburger Straße befindet sich seit der 1890 der Schützenplatz, der regelmäßig für große Jahrmärkte genutzt wird.

## Geschichte
Das Nördliche Ringgebiet entstand während der Stadterweiterung im 19. Jahrhundert. Nachdem die Stadtbefestigung Braunschweigs geschleift wurde, ließen sich auch die ersten Betriebe und Anwohner vor den Toren der Stadt nieder. An den bestehenden Straßen, wie der Hamburger Straße und der Rebenstraße, entstanden neue Nebenstraßen. Somit entstand die neue Außenstadt. Nach Plänen von Ludwig Winter wurde es Ende des 19. Jahrhunderts als Teil des Gründerzeitgürtels mit einer Ringstraßeanlage fortentwickelt. Der Braunschweiger Ring umschließt den Braunschweiger historischen Stadtkern, den heutigen Stadtbezirk Innenstadt.
Die Planungen für das Ringgebiet wurden nie vollständig realisiert, einige Straßenzüge wurden nie angelegt, andere nur teilweise bebaut. Diese Planungen waren namensgebend für das Nördliche Ringgebiet. Da sich in diesem Gebiet viele große Industriebetriebe ansiedelten, verblieb nur wenig Raum für Wohnungsbauten, die sich nur an wenigen Straßen konzentrierten.
Um die Industrie im Nördlichen Ringgebiet an das Eisenbahnnetz anzuschließen, entstanden die Ringbahn und der Nordbahnhof. 1885 hatte die private Braunschweigische Landes-Eisenbahn (BLE) am Nordbahnhof ihren Hauptsitz errichtet. Dort befanden sich die Verwaltung und das Bahnbetriebswerk. Von hier wurde der erste Streckenabschnitt des Ringgleises angelegt. Er führte von 1886 bis nach Derneburg und von 1889 bis nach Seesen und verband so auf gut 72 km das südwestlich gelegene Umland mit Braunschweig. Eine Zweigstrecke führte vom Hoheweg ab 1886 bis nach Wolfenbüttel.
2011 rückte das Stadtquartier in das Interesse der Stadtplanung der Stadt Braunschweig. Einerseits will man das Ringgleis, so wie es bereits im Westlichen Ringgebiet umgesetzt wurde, weiter zu einem Geh- und Radweg umgestalten, falls die erforderlichen Mittel zur Verfügung gestellt werden. Andererseits wandten sich der Braunschweiger Zeitungsverlag und das Unternehmen BS Energy mit dem Wunsch an die Stadt, ihre Grundstücke für andere Zwecke umzunutzen. Nachträglich kam ein drittes Gebiet hinzu, das sich an der Ludwigstraße befindet und ebenfalls als Baugebiet genutzt werden soll.
Für das Gebiet an der Taubenstraße (Gelände von BS-Energy) liegen seit 2013 bereits Pläne vor, die zunächst angepasst werden. Für die beiden anderen Gebiete sind die Planungen noch nicht so weit.

## Sehenswürdigkeiten
Im Stadtquartier befinden sich ein großer Teil der Einrichtungen der Technischen Universität Braunschweig, das Naturhistorische Museum, das Haus der Wissenschaft und der ehemalige Nordbahnhof, in dem sich seit Oktober 2011 das Haus der Kulturen befindet.
Ferner steht dort die moderne Albertus-Magnus-Kirche mit angrenzendem Dominikanerkloster. Außer dieser katholischen Kirche befinden sich auch Moscheen verschiedener islamischer Gemeinschaften im Stadtquartier (an der Hamburger Straße, Ludwigstraße und Varrentrappstraße).
Darüber hinaus befinden sich im Quartier einige ehemalige Friedhöfe, die als Grünanlagen weiter genutzt werden und auf denen einige Grabsteine von bedeutenden Persönlichkeiten erhalten geblieben sind. Dazu zählen der Andreasfriedhof, der Garnisonfriedhof und der Katharinenfriedhof. Nördlich des Schützenplatzes liegt der gut erhaltene alte jüdische Friedhof.
Der alte Teil des Botanischen Gartens liegt im südlichen Ende des Nördlichen Ringgebiets. Am Nordbahnhof befindet sich eine große Grünanlage, auf der zukünftig der Nordpark entstehen soll.

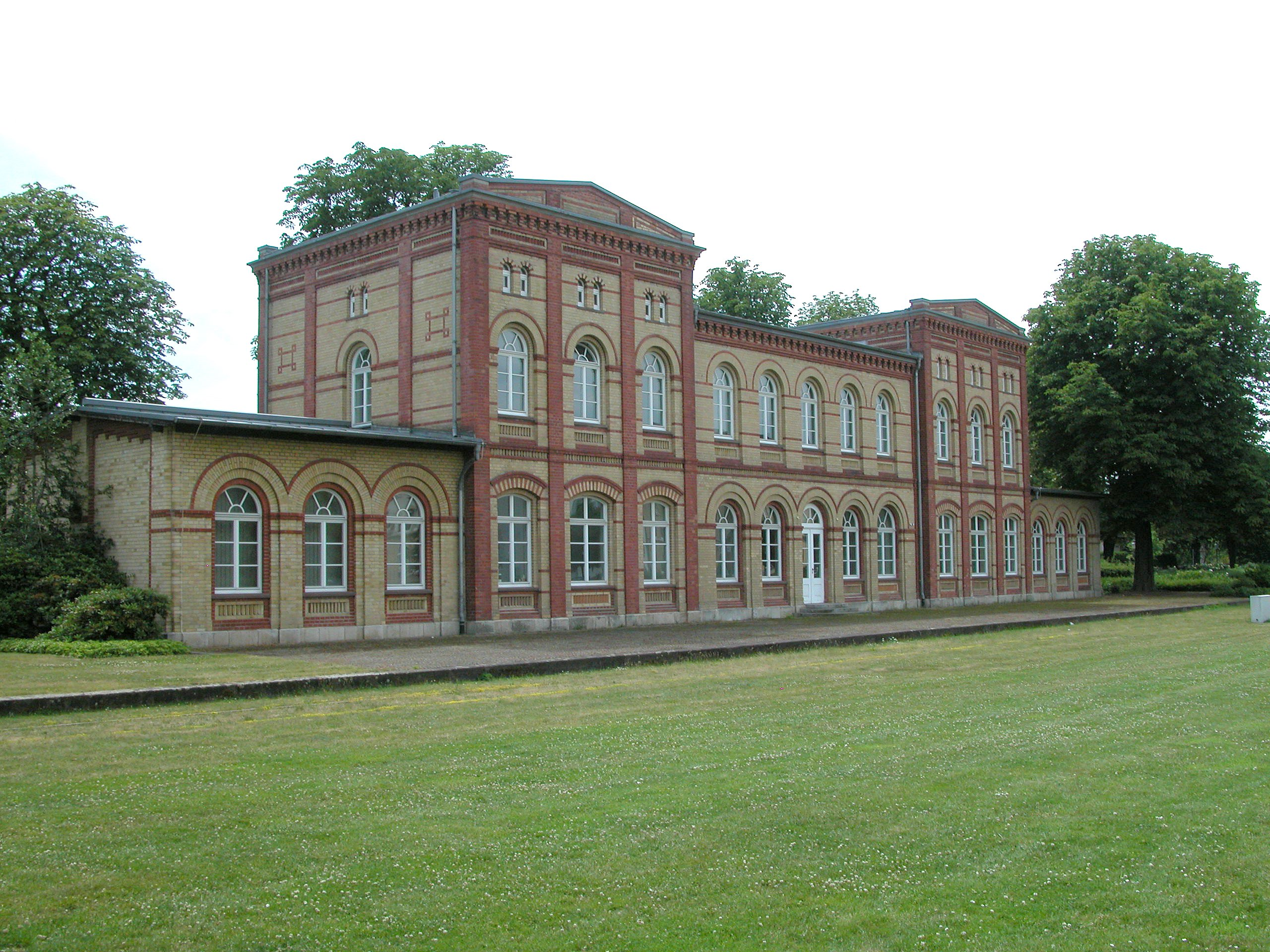
Ehemaliger Nordbahnhof
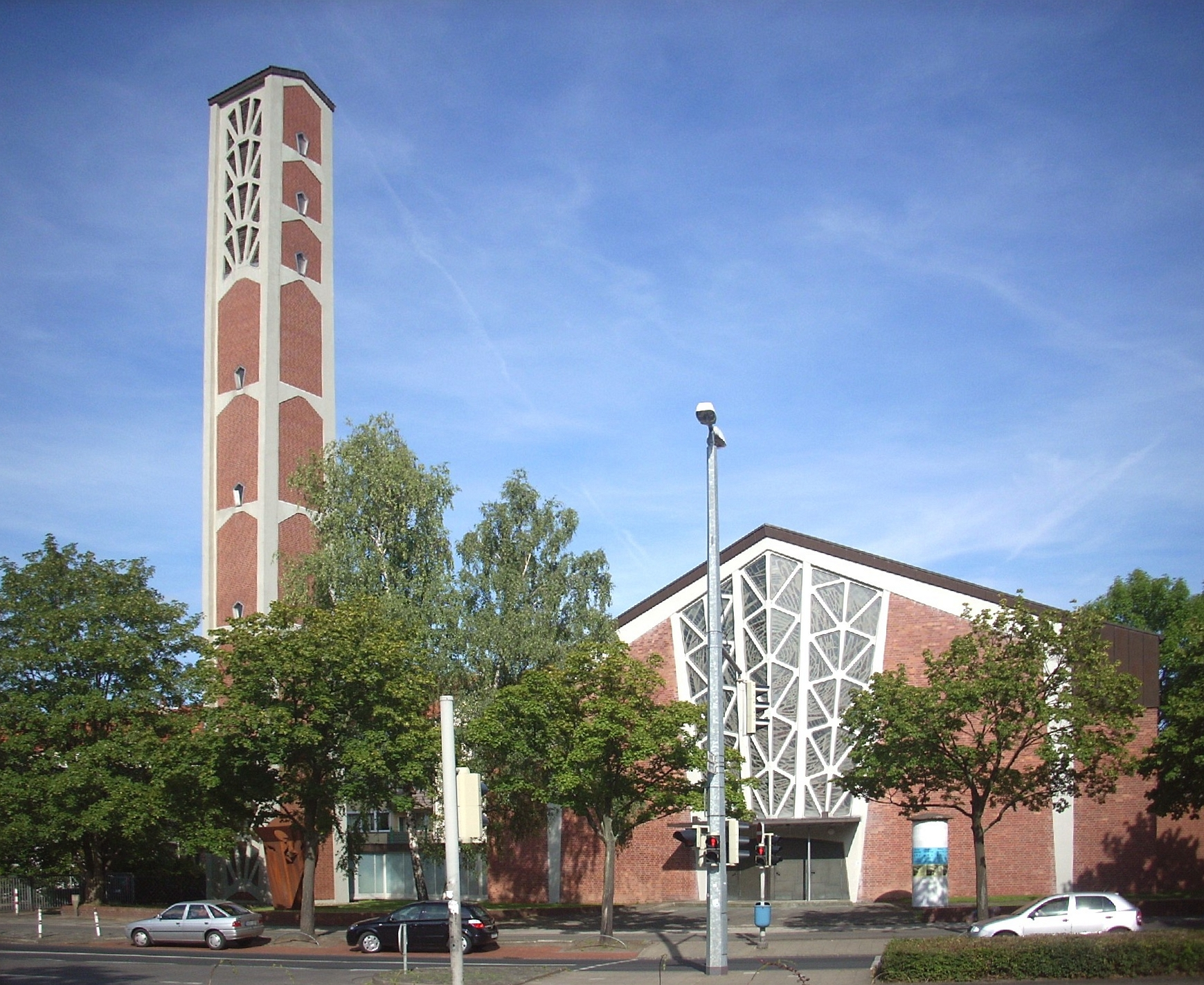
St. Albertus Magnus-Kirche

## Industrie
In diesem Stadtgebiet siedelten sich mehrere Industriebetriebe an, darunter viele Firmen, die weit über die Grenzen Braunschweigs bekannt wurden. Dazu zählten: Die 1896 gegründete Braunschweiger Fahrradwerke AG, die 1907 mit den Panther-Werken aus Magdeburg fusionierte. Der Name Panter-Werke wurde auch für Braunschweig übernommen. Die Brauerei Friedrich Jürgens A.G., später National-Aktienbrauerei (gegr. 1872) und schließlich National-Jürgens-Brauerei hatte hier ihren Ursprung. Sie braute das Gala-Bier und ging in Feldschlößchen auf. Schmalbach war ein Produzent von Konservendosen. Grotrian-Steinweg hatte hier 1881 seinen Ursprung. Mehrere Zichorienfabriken und Konservenfabriken und eine Kornbrennerei waren ebenfalls in diesem Stadtgebiet ansässig.

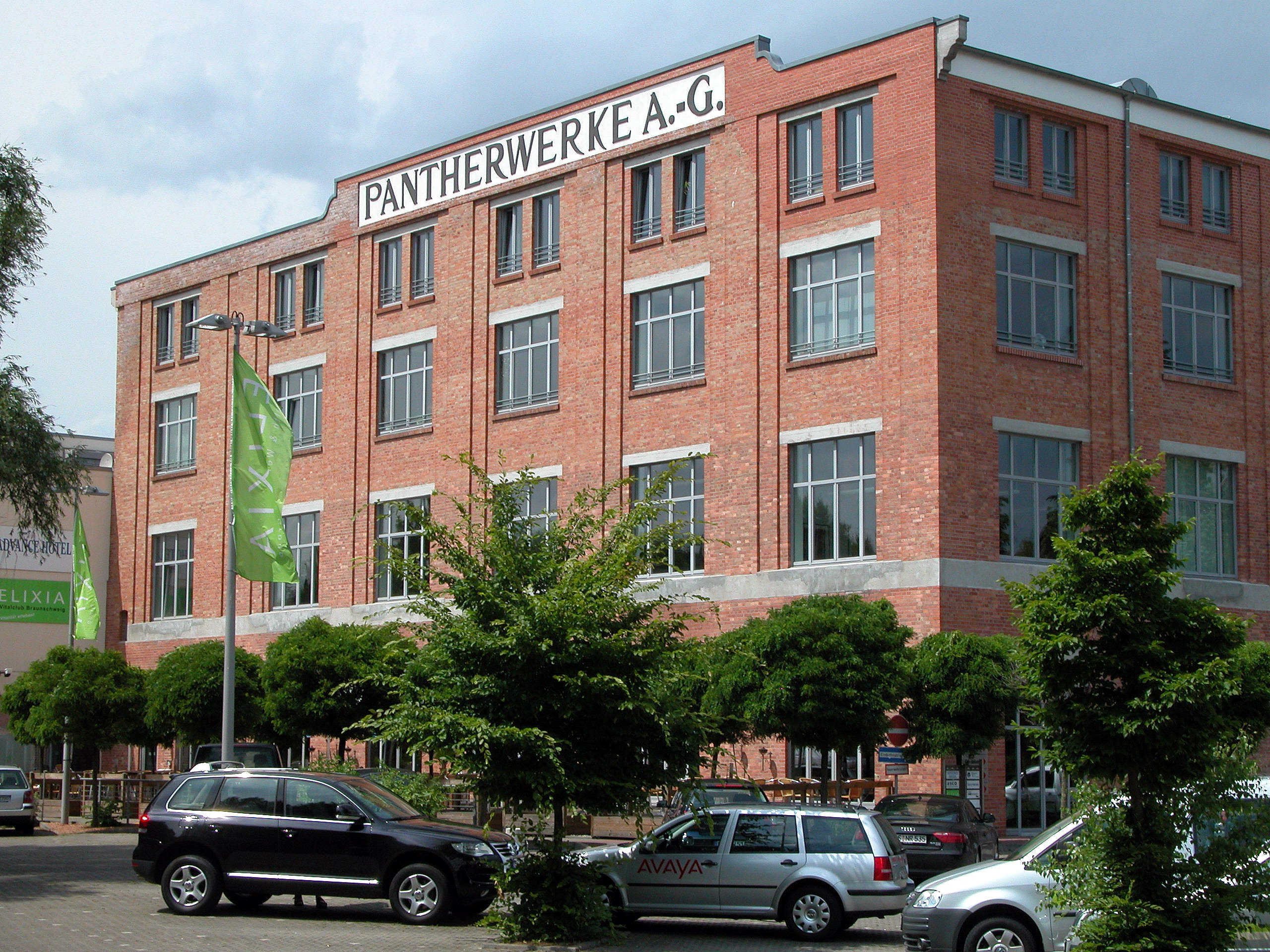
Braunschweig Pantherwerke (2008)
National-Aktienbrauerei
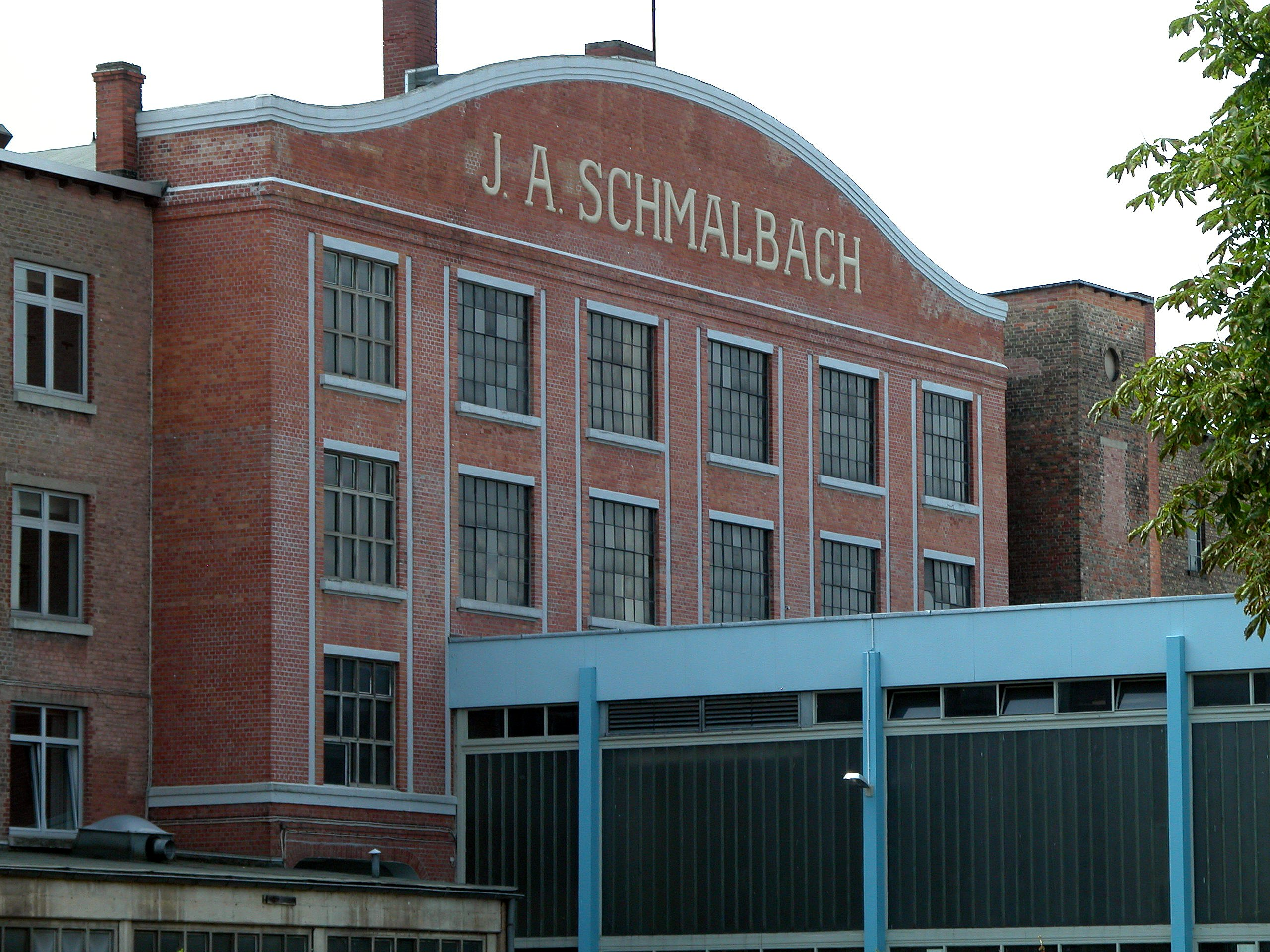
Braunschweig J.A.Schmalbach (2008)